# レジー・ブラウン (コメディアン)

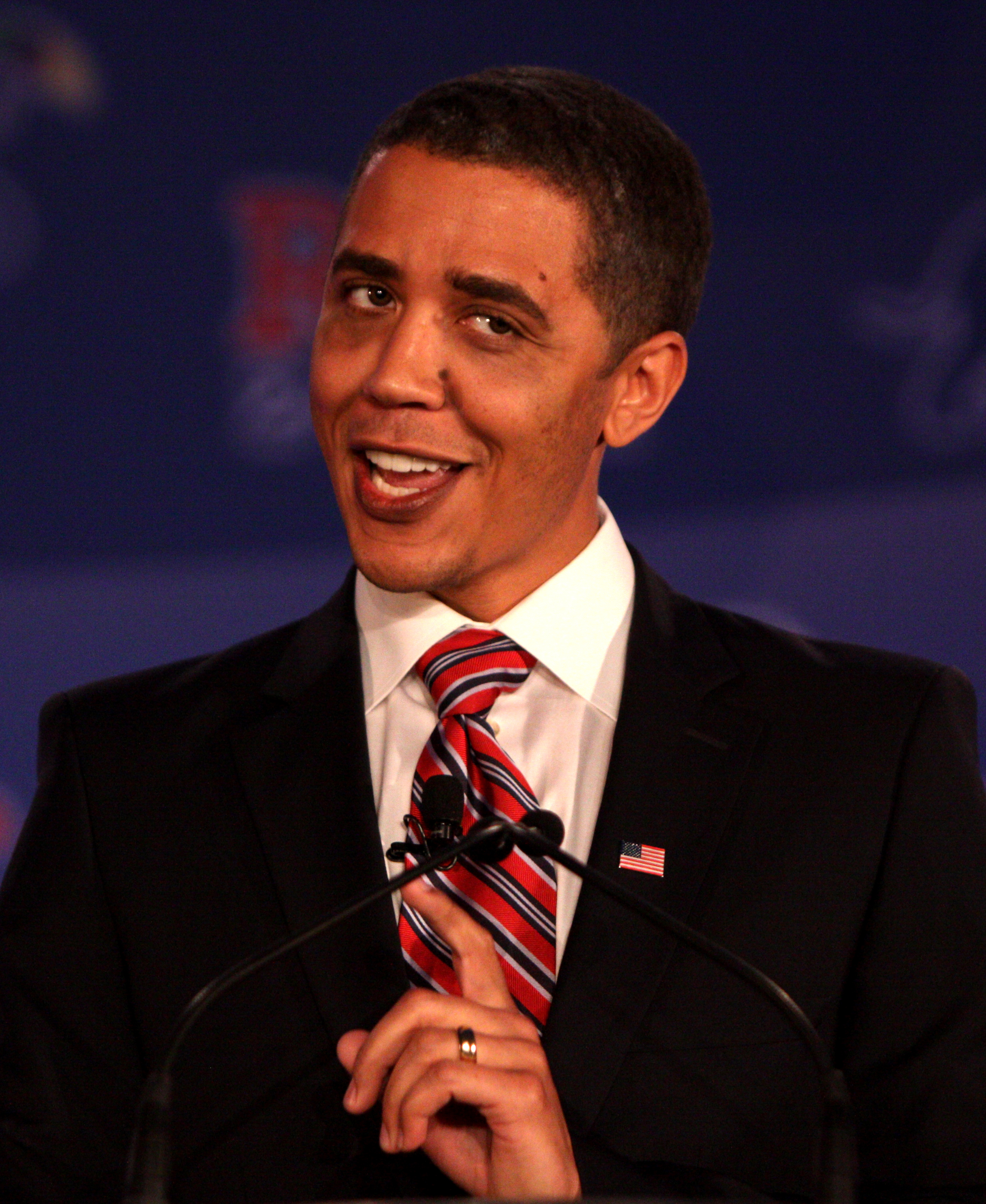
オバマ大統領のものまねをしているブラウン

レジー・ブラウン（Reggie Brown 1980年9月28日- ）は、アメリカ合衆国の俳優、モデル、ライター、コメディアン。バラク・オバマアメリカ合衆国大統領の物真似で知られている。これまでにテレビショーや政治集会などでオバマの物真似を披露している。

## 経歴
イリノイ州シカゴ郊外のメイウッドで生まれた。オバマと同様に母親は白人で父親は黒人であった。高校時代よりショーン・コネリー、ビル・コスビー、ザ・ソプラノズ 哀愁のマフィアの登場人物、トニー・ソプラノなどの物真似を始めた。高校卒業後はイリノイ大学アーバナ・シャンペーン校へ進学、しかし大学を休学し、7年間プロのモデルをしながら全米を回った。
その後大学に戻ったが、すぐに演技とナレーションを学ぶためシカゴのアクティングスタジオに通った。そしてラジオ番組に出演したり、地元のテレビ局、WMAQ-TVでライターをしたりした。
21歳の時にオバマに似ていると指摘され、彼の物真似を特訓しだした。全米にオバマの物真似で登場したのは、フォックス・ビジネスの「Stossel」で2012年アメリカ合衆国大統領選挙に出馬表明したテキサス州選出連邦下院議員ロン・ポールとの討論であった。続いてニューメキシコ州知事のゲーリー・E・ジョンソンとも「Stossel」で討論を行った。
2011年6月18日、ルイジアナ州ニューオーリンズで行われた共和党の集会では、2008年アメリカ合衆国大統領選挙でオバマ大統領が掲げたスローガン、「イエス・ウィ・キャン」に代わる2012年アメリカ合衆国大統領選挙でのスローガンは、「アイ・キルド・オサマだ」と、同年のウサーマ・ビン・ラーディンの殺害、オバマ大統領の母親が白人であることから、黒人歴史月間をオバマ大統領が半月だけ祝っているといったジョークを連発した。ミネソタ州選出上院議員ミシェル・バックマンについて語ろうとしたところでマイクのスイッチが切られ、彼のパフォーマンスは中断された。その後も6月19日、WWEキャピタル・パニッシュメントのペイ・パー・ビューでオバマの物真似を行った。

## フィルモグラフィー
| 放送年 | タイトル                                     | 役柄           | Notes       |
| ------ | -------------------------------------------- | -------------- | ----------- |
| 2008   | The Obama Effect                             | バラク・オバマ |             |
| 2010   | シークレット・アイドル ハンナ・モンタナ      | バラク・オバマ |             |
| 2010   | Huckabee                                     | バラク・オバマ | 4エピソード |
| 2010   | Lopez Tonight                                | バラク・オバマ |             |
| 2010   | Piscopo After Dark                           | バラク・オバマ |             |
| 2011   | ジミー・キンメル・ライブ!                    | バラク・オバマ |             |
| 2011   | Real Time with Bill Maher                    | バラク・オバマ |             |
| 2011   | Stossel                                      | バラク・オバマ | 3エピソード |
| 2011   | ザ・トゥナイト・ショー・ウィズ・ジェイ・レノ | バラク・オバマ |             |
| 2011   | Workaholics                                  | バラク・オバマ |             |
| 2011   | WWEキャピタル・パニッシュメント              | バラク・オバマ |             |
| 2011   | Mr. Bam Redistributes Your Wealth            | Mr. Bam        |             |

## 人物
現在カリフォルニア州ロサンゼルスに住んでいる。ニュースワンの取材に対して、共和党、民主党のいずれを支持するとも答えていない。